# Gedeon Programmes
Pour les articles homonymes, voir Gedeon (homonymie).
Gedeon Programmes est une société de production française créée en 1996 par Stéphane Millière.
Gedeon Programmes est une société de production de programmes culturels et contenus audiovisuels pour les télévisions, les plateformes, le web, le cinéma et les musées. Ses domaines de prédilection sont la science, l'histoire, la nature, l'environnement, l'exploration, l'art et la culture.  

## Historique et capital
En 1984 Stéphane Millière, Pierre-François Decouflé et Gilles Galud, fondent  Gedeon Sarl, Agence de Communication Audiovisuelle qui devient rapidement leader dans le domaine du design d'antenne, puis élargit son activité à la production de films publicitaires et institutionnels, vidéo clips, courts métrages, documentaires et magazines TV. 
En 1996, Gedeon se réorganise autour d'une holding dont les associés fondateurs sont actionnaires à parité. Trois filiales contrôlées par la holding sont créées : Stéphane Millière dirige Gedeon Programmes, Gilles Galud Gedeon Communications, Pierre-François Decouflé Gedeon Films.  
En 1998, Stéphane Millière devient actionnaire majoritaire de Gedeon Programmes.  
En 2002 la société Millimages, rentre au capital de Gedeon Programmes.  
En 2010 Stéphane Millière rachète 100% du capital. 
Depuis 2013, Gedeon Programmes fait partie de Gedeon Media Group, qui est actionnaire de quatre autres filiales :
1. Biloba Films : société de production de films de long métrage ;
2. Docland Yard : société de production audiovisuelle, dirigée par Carine Nonnenmacher ;
3. MC4 : société de production de documentaires pour la télévision et le cinéma, dirigée par Jean-Pierre Bailly ;
4. Terranoa : société de distribution internationale pour la distribution de films documentaires, dirigée par Emmanuel Jouanole et Isabelle Graziadey[3].

En 2016, la société a fêté ses 20 ans en organisant le festival Les Explorateurs font leur cinéma au Muséum National d'Histoire Naturelle,,.

## Programmes phares

### Documentaires scientifiques
Gedeon Programmes s'est fait connaître comme producteur de documentaires avec la diffusion en 1996 sur France 2, BBC, PBS et NHK, du film de Thierry Ragobert La Septième Merveille du monde, racontant les fouilles sous-marines menées par l'archéologue Jean-Yves Empereur sur les vestiges du phare d'Alexandrie en Égypte. 
Depuis, la société a participé à de très nombreuses expéditions et missions scientifiques en lien avec les principales institutions françaises et européennes comme l'INRAP, la DRASSM, le CNRS, le MNHN, l'IRD, le Collège de France, l'UNESCO ou le Parc archéologique de Pompéi, pour produire des documentaires témoignant de découvertes d'importance mondiale dans le domaine de l'archéologie, telles que les nouvelles fouilles de Pompéi en 2019, les missions menées par l'archéologue sous-marin Michel L'Hour sur les épaves de Brunei, de Saint-Malo, ou dans les eaux profondes de la Méditerranée, dans le domaine de la paléontologie, le suivi de l'analyse des vestiges de construction néandertalienne au fond de la grotte de Bruniquel de 2016 à 2018, les missions des paléontologues Philippe Taquet et la découverte de fossiles d'une nouvelle espèce de dinosaure au Maroc et Michel Brunet et la découverte de Toumaï au Tchad, plus ancien spécimen d'une espèce de la lignée humaine, et beaucoup d'autres.
Gedeon Programmes suit également les plus importantes missions d'exploration, souvent en lien avec l'étude et le protection de l'environnement, comme l'aventure de l'avion solaire Solar Impulse, de Bertrand Piccard et André Borschberg, filmé par Gedeon Programmes depuis sa conception jusqu'au tour du monde en 2016, les expéditions de Jean-Louis Etienne en Arctique, Antarctique ou sur l'île de Clipperton, d'Evrard Wendenbaum dans le massif inexploré du Makay à Madagascar, mais aussi celles de Sonia et Alexandre Poussin, de Géraldine Danon et Philippe Poupon dans leur aventures en bateau, de Jéromine Pasteur, de Matilde et Edouard Cortès, de Maud Fontenoy, et d'autres.
En 2023 avec le film «Ocean One K: L'archéologue des abysses» il remporte le prix Koré à la FAB.

### Docu-fiction
Gedeon Programmes a produit de nombreux documentaires historiques intégrant des reconstitutions en fiction, dont: 
- Les dernières heures de Pompéi, 90' de Pierre Stine, en association avec France 5, en coproduction avec le Parc archéologique de Pompéi, AT Prod, RTBF, CuriosityStream, NHK, RAI, EBU coproduction Fund. 2019
- Versailles, le palais retrouvé du Roi Soleil, 90' de Marc Jampolsky, en coproduction avec Arte France, CNRS Images. 2018
- Un samouraï au Vatican, 90' de Stéphane Bégoin, en coproduction avec Arte France, NHK, Japan Foundation, avec le soutien du programmes MEDIA. 2018
- L'étonnante histoire de Madame Tussaud et de ses théâtres de cire, 90' de Nina Barbier et Alain Brunard, en coproduction avec Arte France, A plus Image, avec la participation de BBC, CuriosityStream, RTS, RTBF. 2016
- Chambord : le château, le roi et l'architecte, 90' de Marc Jampolsky, en coproduction avec Arte, Domaine National de Chambord, INRAP, CNRS Images, avec la participation de CuriosityStream, Ciclic. 2015
- Aigues Mortes, un port pour les croisades, 52' de Benjamin Fontana, en coproduction avec Planète+, Culturespaces. 2014
- Nîmes, la Rome française, 52', de Pierre Stine, en coproduction avec Planète+, Culturespaces. 2014
- Paris, la ville à remonter le temps, 90' de Xavier Lefebvre, en coproduction avec Planète+, Dassault Systèmes, CNRS Images, avec la participation de TV5 Monde. 2012
- À la recherche du diamant bleu, 52' de Stéphane Bégoin et Thierry Piantanida, en coproduction avec Arte France, MNHN, National Geographic Channel. 2010
- Darwin révolution, 52' de Philippe Tourancheau, en coproduction avec France 5, Les Bons Clients, Sceren CNDP, MNHN. 2009
- 1759 la bataille de Québec, 90' de Brian Mc Kenny, Olivier Julien, en coproduction avec Arte France, Galafilms Productions. 2008
- Buffon, le penseur de la nature, 52' de Philippe Tourancheau, en coproduction avec France 5, Sceren CNDP, MNHN. 2007
- Toumai, le nouvel ancêtre, 90' de Pierre Stine, en coproduction avec France 3, MPFT, National Geographic Channel, NHK, RTBF, SRC, SBS, TSR. 2006
- Mystère dans la vallée des rois, 52' de Alain Zenou et Scott Stevenson, en coproduction avec France 5, Discovery Channel. 2005
- Les Champions d'Olympie[8],[9], 90' de Philippe Molins, en coproduction avec Arte GEIE, City of Olympia, avec la participation de ERT, Doclab, Sky Italia, Atomis Media, RTVE. 2004
- À la recherche du Pharaon perdu, 52' de Pierre Stine, en coproduction avec France 3, Discovery Channel, NHK. 2003
- L'Empreinte des dinosaures, 52' de Pierre Stine, en coproduction avec France 3, Discovery Channel et Espace Vert. 2001

### Séries documentaires de découverte et d'histoire
Gedeon Programmes a produit de grandes séries documentaires telles que :

#### Séries découvertes
- Voyage en Terres du Nord, 5 épisodes de 52', de Xavier Lefebvre, en coproduction avec Arte GEIE. 2019
- Sur les toits des villes, 10 épisodes de 52', de Xavier Lefebvre, en coproduction avec Arte GEIE, NHK. 2017, 2018

- Le Japon vu du ciel, 5 épisodes de 52', de Xavier Lefebvre, en coproduction avec Voyage, NHK, Japan Foundation, en partenariat avec Arte Deutschland. 2017
- D'Outremer, 5 épisodes de 52', de Xavier Lefebvre, Arte GEIE avec la participation de Ushuaia TV. 2014

- Douces France(s), 10 épisodes de 52', de Xavier Lefebvre, en coproduction avec Arte GEIE. 2012
- La France sauvage, 10 épisodes de 52', de Augustin Viatte, Frédéric Febvre, en coproduction avec Arte GEIE. 2012
- Sur les traces de Tintin, 5 épisodes de 52', de Florence Tran, Marc Temmerman, Laurent Joffrion, Henri de Gerlache, en coproduction avec Arte GEIE, Moulinsart, RTBF. 2010
- La France par la côte, 10 épisodes de 52', de Xavier Lefebvre, en coproduction avec Arte GEIE. 2009
- Le monde des couleurs, 3 épisodes de 52', de Olivier Lassu, en coproduction avec Arte France, Electric Pictures. 2008
- Les plus beaux sites du patrimoine, 100 épisodes de 3', de NicolasThomä, en coproduction avec Histoire. 2008
- Carnets de voyage, 10 épisodes de 26', de Yann Proefrock, Laurent Joffrion, Philippe Crnogorac, Marc Temmerman, Charles-Antoine de Rouvres. 2007
- Côtes d'Europe vue du ciel, 10 épisodes de 26', de Yannick Charles et Roland Théron. 2007
- Carnets d'expédition, 5 épisodes de 52', de Luc Marescot, Pierre Stine, en coproduction avec France 5. 2007
- Les nouveaux mondes, 18 épisodes de 90', réalisateurs multiples, en coproduction avec France 2. 1998, 1999

#### Séries historiques
- La Chine antique, 3 épisodes de 52', de Serge Tignères, en coproduction avec France 5, NHK. 2013

- Paris, une histoire capitale, 4 épisodes de 52', de Alain Zenou et Alexis Barbier-Bouvet, en coproduction avec Planète+. 2012
- L'Histoire, made in France, 4 épisodes de 52', de Mélanie d'Alsace et Sonia Chabour, en coproduction avec Arte avec RMC Découverte. 2012
- Les Peuples du soleil, 3 épisodes de 52', de Pierre Combroux, Hideo Nashimoto, Akira Ninobe, en coproduction avec France 5, NHK. 2010
- Aux frontières de la Chine, 4 épisodes de 52', de Serge Tignères, en coproduction avec France 5, NHK. 2007
- L'Empire romain, 3 épisodes de 52', de Serge Tignères, en coproduction avec France 5, NHK. 2006
- Civilisations, 4 épisodes de 52' de Serge Tignères,Tomoyuki Osato, Toshikazu Sato, en coproduction avec France 5, NHK. 2003
- Les Royaumes disparus, 3 épisodes de 52'.

### Documentaires arts & culture
Gedeon Programmes produit des films culturels et artistiques, en lien avec les principales institutions culturelles et à l'occasion de commémorations et anniversaires, 

#### Portraits d'artistes
- Ernest Pignon Ernest, à taille humaine, 52' de yann Coquart, en coproduction avec France 5. 2019
- Béjart, l'âme de la danse, 65' de Henri de Gerlache et Jean de Guarrigues, en coproduction avec Arte GEIE, Alizés Productions, RTBF, RTS, SRG-SSR. 2017
- Hergé, à l'ombre de Tintin, 90' de Hugues Nancy, en coproduction avec Arte France, Moulinsart. 2016
- Picasso, l'inventaire d'une vie, 110' de Hugues Nancy et Olivier Picasso, en coproduction avec Arte France en partenariat avec BBC. 2013

#### Films sur les musées
- Albert Kahn, reflets d'un monde disparu, 52' d'Augustin Viatte, en coproduction avec ARTE France, TV5 Monde. 2018

- Musée Picasso Paris, une collection revissée, 52' de Augustin Viatte, en coproduction avec Arte France, Musée Picasso Paris. 2014
- La victoire de Samothrace, une icône dévoilée, 52' de Juliette Garcias, en coproduction avec Arte France, Musée du Louvre. 2014

- Quai Branly, l'autre musée, 52' de Augustin Viatte, en coproduction avec France 3. 2006
- Le réveil d'Apollon, 90' de Jérôme Prieur, en coproduction avec Arte France, Musée du Louvre. 2004
- Guimet, chronique d'une renaissance, 52' de Martin Fraudreau, en coproduction avec France 3, DMF. 2001

Pour les vingt ans des droits de l'enfant, une série de 80 courts métrages, réalisée par Gilles Porte, mêlant tournage d'enfant dans 20 pays du monde et animation, intitulée « Portraits Autoportraits » a été diffusée sur Arte, Gulli et TV5 Monde.
- Histoires d'opéras, 4 épisodes de 26', de Nicolas Crapanne, en coproduction avec Arte France, Welcome. 2012

### Longs métrages
- 2006, Gedeon Programmes sort en salle son premier long métrage documentaire réalisé par Thierry Piantanida et Thierry Ragobert La Planète blanche sur une musique de Bruno Coulais.
- 2008, sortie en salle de Expérience africaine de Laurent Chevallier.
- 2011, sortie de Dessine toi de Gilles Porte, en coproduction avec 3B productions.
- 2013, sortie du film Amazonia de Thierry Ragobert, en coproduction avec France 2, Le Pacte. Distribué dans 54 pays[11],[12].

### Magazines
La société a produit de nombreux magazines, dont Fête des bébés et Net plus ultra sur La Cinquième, L'atelier 256 présenté par Jacques Chancel sur France 3, Album de famille sur Arte, Le mag sur Ushuaia TV, ADN : Accélérateur de neurones le samedi sur France 2, présenté par Sébastien Folin et Le mag de la science, présenté par Jérôme Bonaldi pour la chaîne Encyclo, Science&Vie.

### Expositions et muséographie
En 2020, Gedeon Programmes se lance dans une nouvelle activité, avec pour ambition de décliner ses productions audiovisuelles les plus emblématiques en expositions immersives pour les musées ou sites dédiés. Un nouveau moyen pour Gedeon de partager avec le public l’aventure de la science, les grands moments de l’Histoire, l’importance des écosystèmes naturels et permettre de découvrir les plus grandes civilisations.
- 2020, EXPOSITION POMPEI au Grand Palais, en coproduction avec La RMN GP, Le Pac archéologique de Pompéi, du 1er Juillet au 2 novembre
-2020, Japon, un autre regard à la Grande Halle de La Villette, un spectacle monumental diffusé dans le cadre de la JAM Capsule à La Villette du 23 juin au 12 septembre.
Gedeon Programmes produit également de nombreux films linéaires et dispositifs interactifs, VR, pour les Musées.

### Prix
Gedeon Programmes a reçu plus de 500 prix internationaux depuis sa création dont :
1. Prix du producteur français de télévision, Procirep - 1995[13]
2. Prix Science et Télévision de l'Unesco[14] - 1998[15]
3. Prix spécial du jury, Oscars du mécénat[16] - 2000
4. Prix spécial du Jury pour contribution à la connaissance scientifique, Festival International du film archéologique à Rovereto (Italie) - 2014
5. Prix Koré spécial du Juryà la FAB, Festival du film archéologique à Bacoli (Naples).